# Pertti Lehikoinen
Pertti Lehikoinen (19 mars 1952, Helsinki, Finlande) est un Grand maître international d'échecs par correspondance finlandais. Il a gagné la vingtième édition du championnat du monde d'échecs par correspondance qui s'est tenue du 25 octobre 2004 au 20 février 2011.